# ワマゲドン
ワマゲドン / ワムマゲドン（Whamageddon）はクリスマスシーズンに欧州を中心として世界中で行われるゲームである。各プレイヤーは12月の頭からクリスマス・イヴが終わるまでの間、ワム!の『ラスト・クリスマス』（定番クリスマスソングであり、特に欧米ではクリスマスシーズンになるとテレビやラジオなど至るところで流されるため、自然と耳にする機会は多い）を聞かずに過ごせるか挑戦するというもの。もし途中で聞いてしまった場合は、「#Whamageddon」とハッシュタグをつけてSNSで挑戦失敗を表明しなければならない。ただし、リミックス版やカバー版であればセーフとなる。 推奨はされていないが、他のプレイヤーに曲の動画を送りつけたり聞こえるように曲を再生したりすることで失格にさせることもルール上は認められている。そのため、バトルロイヤルゲームの一種とみなされることもある。

## 歴史
GTPlanetというインターネットフォーラムで2010年に行われたものが最初のワマゲドンだとされている。その時は、「GTPlanet vs. Wham! - Last Christmas」というタイトルで行われた。この時のルールでは、開始時刻は特に設定されていなかったこと、終了時刻は12月31日の24：00であったこと、ディスカッションスレッド内に『ラスト・クリスマス』の動画を貼るのは禁止だったことの3点が現行のものと異なっていた。
2016年にFacebookのページが作られた際にワマゲドンと命名されゲーム期間も改定された。 2017年にはBoing BoingとLifehackerで宣伝がなされ、多少注目を集めた。2018年12月、英国のスタンダップコメディアンであるロメシュ・ランガネイサン(Romesh Ranganathan)がTwitterにて、41万6千を超えるフォロワーに向けてワマゲドンのルールを投稿した。この投稿がきっかけとなり、大手メディアやローカルニュースサイトもこのゲームを取り上げるようになり、知名度を向上させた。
ワマゲドンは毎年PrimordialRadioやAbsolute RadioのDave Berry Breakfast Showで取り上げられている。

## ゲームのルール
ルールはワマゲドンの公式サイトに基づく。
- プレイヤーはできる限り長くワム!のクリスマスソング『ラスト・クリスマス』を聞かないようにしなければならない。
- ゲーム開始は12月1日、ゲーム終了は12月24日の24時とする。
- 聞いてはいけない曲は『ラスト・クリスマス』のオリジナル版のみである。リミックス版やカバー版は聞いても構わない。
  - 日本では、EXILEのカバーバージョンが流れることが多いが、こちらはセーフとなる。
- オリジナル版『ラスト・クリスマス』を聞いてしまったと認識した瞬間、そのプレイヤーは失格となる。
- 失格したプレイヤーは即座にSNSに#Whamageddonとハッシュタグをつけて投稿しなければならない。
- 望むならプレイヤー同士で対戦しても構わない。友人に曲のリンクを送りつけるなどして相手を先に失格にさせた方が勝ちである。ただし、推奨はしない。
- 他のプレイヤーの家の前で『ラスト・クリスマス』をかけるなどの卑劣な行為は避けるべきである。
- その代わり、前もって相手のAlexaと自分のモバイルデバイスとをペアリングしておいて外からワム!爆撃をしかけるのは許可する。

失格したプレイヤーは、ワムハラ(Whamhalla)送りとされる。
大抵のプレイヤーはカフェ、ショッピングセンター、カーラジオ、クリスマスパーティなどで意図せずに聞いてしまい失格になる傾向にある。こうした予期せぬ形で失格にされることをワムブッシュ(Whambush)という。

## バリエーション
ゲームのバリエーションとして、他のクリスマスソングで行うルールもある。 例えば、2016年にはTwitterでザ・ポーグスの『ニューヨークの夢』を使って同様のゲームが行われた。ワマゲドンと同様、スーパーマーケットやラジオなどで曲が聞こえたと認識した瞬間アウトになる。なお、こちらではポーグローリング(Poguerolling)＝他のプレイヤーに動画のリンクを送りつけて失格させる行為は禁止とされた。
2016年のクリスマスにワム!のジョージ・マイケルが亡くなったため、GTPlanetのフォーラムは代わりにマライア・キャリーの『恋人たちのクリスマス』を使用することにした。 こちらはタイトルがアポキャリープス(ApoCareypse)であること以外のルールは全てワマゲドンと同じである。
ニュージーランドでは『Snoopy's Christmas』が課題曲として使われる場合もある。
また、逆にワムハンター(WhamHunter)という題で、 どれだけ同曲を聞けるかを競う場合もある。こちらは何の気兼ねもなくショッピングセンターに行ったりカーラジオを聞いたりとクリスマスソングを楽しむことができる。唯一のルールは、「自然に」聞くこと、つまりリピート再生はカウントしないということである。
ポーランドではŚwiąteczny Golf Muzyczny (クリスマス・ミュージック・ゴルフの意)という題で行われる。こちらは11月1日からスタートし、リミックス版やカバー版も禁止となるという違いがあるという。